# Josef Faltermeier (Sozialwissenschaftler)

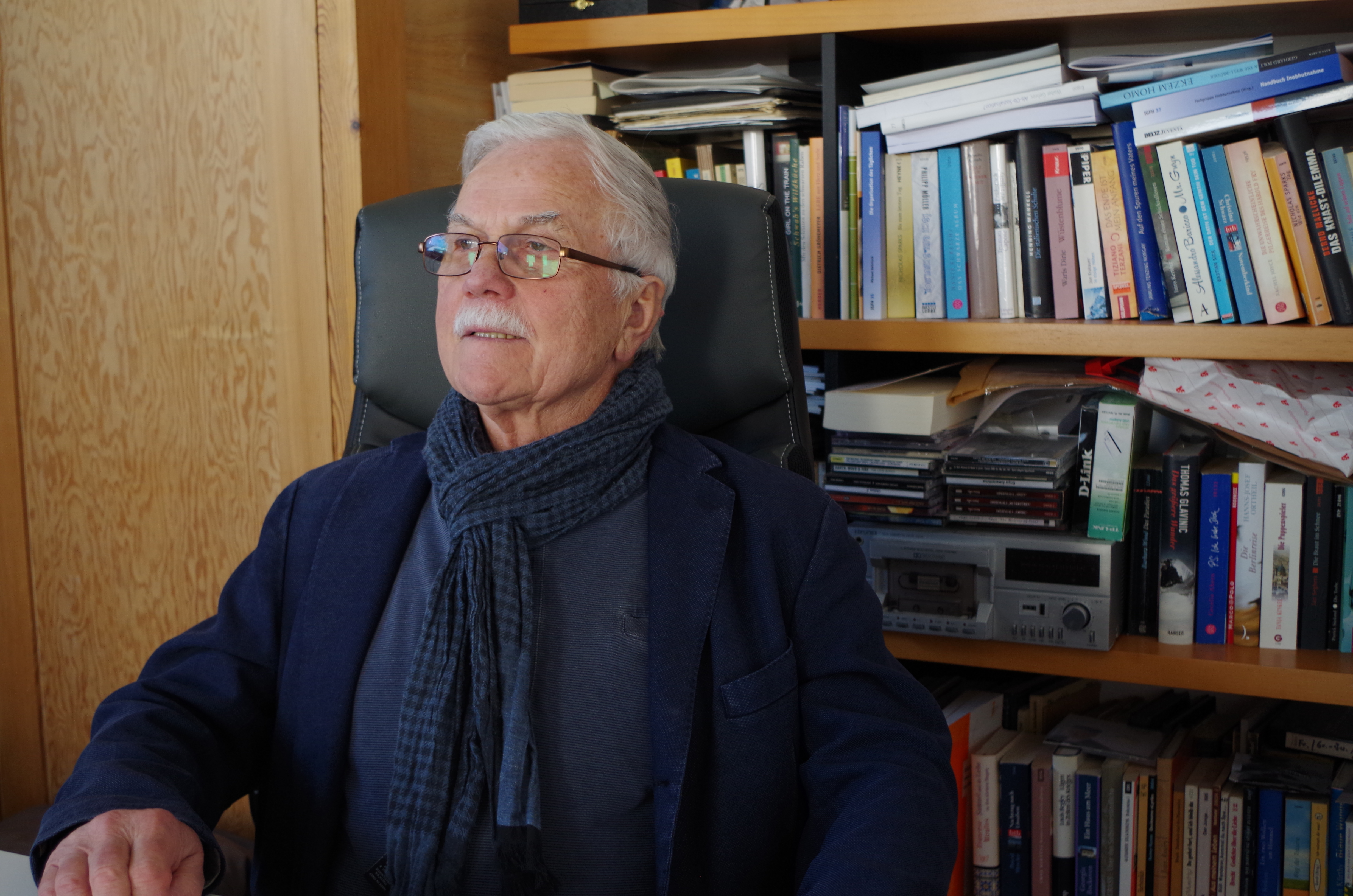
Josef Faltermeier

Josef Faltermeier (* 1947) ist ein deutscher Sozialwissenschaftler und Publizist, der insbesondere die Lebenslagen von Familien und jungen Menschen in der Kinder- und Jugendhilfe erforscht.

## Leben
Nach Abschluss der Volksschule, einer kaufmännischen Lehre und kurzen Tätigkeit in der Industrie konzentrierte sich der Bildungsweg von Faltermeier auf den sozialen Bereich. Nach einem Freiwilligen Sozialen Jahr bei der Inneren Mission und in einer Einrichtung für Menschen mit Behinderung der Rummelsberger Diakonie folgte von 1968 bis 1969 das Fachabitur an der Evangelischen Sozialakademie Friedewald. Anschließend studierte Faltermeier von 1969 bis 1973 Soziale Arbeit an der Evangelischen Hochschule Freiburg im Breisgau und von 1978 bis 1980 an der Johann-Wolfgang-Goethe-Universität in Frankfurt am Main Erziehungswissenschaften.
Nach dem Studium war er von 1975 bis 2009 beim Deutschen Verein für öffentliche und private Fürsorge in Frankfurt und Berlin – einem zentralen Fachverband der bundesdeutschen Sozialpolitik – tätig. 1999 promovierte Faltermeier zum Thema „Wie Herkunftseltern die Situation der Fremdunterbringung ihrer Kinder in Pflegefamilien erleben“. Ab 2009 war er im Rahmen einer Vertretungsprofessur als Hochschullehrer und Dekan an der Hochschule RheinMain in Wiesbaden tätig und wurde 2011 zum Honorarprofessor für Soziale Arbeit berufen.
Faltermeier hat in unterschiedlichen Funktionen die Öffentliche Erziehung und Bildung in Deutschland mitgestaltet: als Sozialforscher, Publizist, Mitglied bundesweiter Expertenkommissionen, Hochschullehrer, Politikberater und (Mitbe-)Gründer (2016) des Bundesnetzwerks Fachpolitik für Eltern und Familien in der Kinder- und Jugendhilfe (BEFKJ e.V.).
Als Forscher und Experte hat Faltermeier mit seinen wissenschaftlichen und fachpolitischen Publikationen in nahezu 200 Veröffentlichungen die Theorie und Praxis der Kinder- und Jugendhilfe in Deutschland mitgeprägt. Dabei hat er vor allem die Situation der betroffenen Eltern von Kindern in Heimen und Pflegefamilien und von jungen Menschen in besonderen Lebenslagen (Schulverweigerung, Care Leaver) analysiert und ihren Blickwinkel nachhaltig in Forschung, Fachpolitik und gesellschaftliche Praxis eingebracht.
So hat Faltermeier u. a. zwei bundesweite Forschungsprojekte zur „Schulverweigerung“ mit über 3000 betroffenen Schülerinnen und Schülern (Coole Schule: Lust statt Frust am Lernen (2002–2005); Schulverweigerung – die 2. Chance (2006–2009)) geleitet und durch eine enge Verzahnung von Schule und Jugendhilfe ganzheitliche Bildung- und Unterstützungskonzepte aufgezeigt. Darüber hinaus hat er mit seinen Forschungen und Praxiskonzepten den Umgang der Öffentlichen Jugendhilfe mit Eltern und Kindern in den Erzieherischen Hilfen neu ausgerichtet: „Family-Partnership“ und „Erziehungspartnerschaft“ (Faltermeier, 2019) sichern eine konstruktive Zusammenarbeit von Eltern und sozialstaatlichen Institutionen „auf Augenhöhe“.
Für seine wissenschaftlichen und gesellschaftlichen Verdienste wurde Josef Faltermeier 2023 mit dem Verdienstkreuz am Bande der Bundesrepublik Deutschland ausgezeichnet.
Seit 2014 ist Faltermeier weiterhin als Publizist, Hochschullehrer an Universitäten und Akademien sowie als Experte in bundesweiten Fachgremien und als Referent auf Kongressen in Deutschland, der Schweiz und Österreich tätig. Er ist verheiratet und Vater von drei Kindern.

## Ehrungen
- 2023: Verleihung des Verdienstkreuzes am Bande der Bundesrepublik Deutschland

## Veröffentlichungen (Auswahl)
- mit Nicole Knuth und Remi Stork (Hrsg.): Handbuch Eltern in den Hilfen zur Erziehung. Beltz Juventa Verlag, 2022, ISBN 978-3-7799-6760-6.
- Erziehen in prekären Lebensverhältnissen. In: J. Faltermeier, N. Knuth, R. Stork (Hrsg.): Handbuch Eltern in den Hilfen zur Erziehung. Beltz Juventa, Weinheim/Basel 2022, S. 35–57.
- mit Remi Stork und Reinhard Wiesner: Eltern und Fremdunterbringung – Beteiligung im Widerspruch zwischen Recht und Praxis. In: ZKJ Kindschaftsrecht und Jugendhilfe. Heft 7/20, 2020, S. 255–260.
- Eltern, Pflegefamilie, Heim, Partnerschaften zum Wohle des Kindes. Beltz Juventa Verlag, 2019, ISBN 978-3-7799-3965-8.
- mit Heinz Kindler: Die Pflegefamilie als dauerhafte Lebensperspektive für Kinder – brauchen wir eine Gesetzesänderung? – PRO UND CONTRA. In: DJI impulse. 4/17, 2017, S. 28–31.
- CARE LEAVER – Entwicklung und Begründung von Handlungsstrategien für eine erfolgreiche nachstationäre Begleitung junger Erwachsener. Eine biografieanalytische Studie. Internationale Gesellschaft für erzieherische Hilfen (IGfH), Frankfurt am Main, 2017, ISBN 978-3-925146-95-4.
- Herkunftsfamilien sind „Family-Partnership“: Erziehungspartnerschaft als neue Denkfigur. In: A. Kuhls, J. Glaum, W. Schröer (Hrsg.): Pflegekinderhilfe im Aufbruch. Aktuelle Entwicklungen und neue Herausforderungen in der Vollzeitpflege. Nomos, Weinheim/Basel 2014, S. 123–150.
- Mein Kind lebt nicht bei mir: Trotzdem Mutter und Vater sein – Herkunftseltern in der Erziehungspartnerschaft. In: Pflegekinder. Heft 6 1/2012, S. 39–47.
- Bildung und soziale Teilhabe: Herausforderungen für ein Kommunales Bildungsmanagement. In: H. Bassarak, M. Brodowski (Hrsg.): Sozialmanagement in Organisationen des Kindes und Jugendalters. 2012.
- Bildung in Deutschland – Neue Perspektiven für die Jugend. In: W. Geiling u. a. (Hrsg.): Kooperationsmodelle zwischen Sozialer Arbeit und Schule – Ressourcen entdecken. Bildungschancen gestalten. Bad Heilbrunn 2011, S. 56–72.
- (Hrsg.) Schulverweigerung – Neue Ansätze und Ergebnisse aus Wissenschaft und Praxis. Eigenverlag Deutscher Verein, 2009, ISBN 978-3-7841-1953-3.
- mit Jürgen Glinka und Ute Bylinski (Hrsg.): Schulverweigerung. Anregungen für Forschung, Aus- und Weiterbildung. Eigenverlag Deutscher Verein, 2006, ISBN 3-89983-146-2.
- mit Hans-Jürgen Glinka und Werner Schefold (Hrsg.): Herkunftsfamilien, Empirische Befunde und praktische Anregungen rund um die Fremdunterbringung von Kindern. Eigenverlag Deutscher Verein, 2003, ISBN 3-89983-023-7.
- Verwirkte Elternschaft , Fremdunterbringung, Herkunftseltern, neue Handlungsansätze. Votum Verlag, 2001, ISBN 3-933158-59-1.
- mit Jürgen Blandow (Hrsg.): Erziehungshilfen in der BRD: Stand und Entwicklungen. Eigenverlag Deutscher Verein, 1989, ISBN 3-17-006614-5.
- mit Dieter Sengling (Hrsg.): Wenn Kinder und Jugendliche an ihren Lebenswelten scheitern. Kohlhammer Verlag, 1983, ISBN 3-17-006512-2.